# Конрад Њеђвједзки
Конрад Лукаш Њеђвједзки (пољ. Konrad Łukasz Niedźwiedzki; Варшава, 2. јануар 1985) је пољски спортиста који се бави брзим клизањем.
Учествовао је на Зимским олимпијским играма у Торину, 2006. године и на Зимским олимпијским играма у Ванкуверу, 2010. године. На Зимским олимпијским играма у Ванкуверу је био носилац заставе за Пољску репрезентацију на отварању игара.
У јануару 2007. године, на Европском првенству у брзом клизању, током трке на 1500 метара оборио је европски рекорд на отвореном. Међутим рекорд је потрајао само пар минута, после чега су га оборила још 4 клизача тако да је заузео 5. место. На истом првенству освојио је 3. место у трци на 500 метара.

## Лични рекорди
| Лични рекорди            |          |            |                |          |
| Брзо клизање за мушкарце |          |            |                |          |
| Дужина                   | Време    | Дматум     | Место          | Напомене |
| 500 м                    | 35.52    | 2006-03-18 | Калгари        |          |
| 1.000 м                  | 1:08.94  | 2007-11-11 | Солт Лејк Сити |          |
| 1.500 м                  | 1:44.65  | 2007-11-16 | Калгари        |          |
| 3.000 м                  | 3:47.27  | 2006-02-05 | Ерфурт         |          |
| 5.000 м                  | 6:29.14  | 2006-03-18 | Калгари        |          |
| 10.000 м                 | 13:51.95 | 2006-03-19 | Калгари        |          |